# Parablastothrix kodensis
Parablastothrix kodensis är en stekelart som först beskrevs av Hoffer 1957.  Parablastothrix kodensis ingår i släktet Parablastothrix och familjen sköldlussteklar. Inga underarter finns listade i Catalogue of Life.